# Nomada asozuana
Nomada asozuana är en biart som beskrevs av Kazuhiko Tsuneki 1975. Nomada asozuana ingår i släktet gökbin, och familjen långtungebin. Inga underarter finns listade i Catalogue of Life.